# 만경현 선정비군
만경현 선정비군(萬頃縣 善政碑群)은 전북특별자치도 김제시 만경읍 만경읍사무소에 있는 비석 군이다. 2011년 5월 19일 김제시의 향토문화유산(유형) 제1호로 지정되었다.

## 현지 안내문
만경읍사무소 입구에 세워져 있는 이 선정비군은 주로 조선 후기와 말기에 집중적으로 많이 만들어졌으며, 대표적으로 전라감사 이서구 선정비(1825년)과 만경현령 권대림 선정비(1710년)를 비롯하여 전라감사, 만경현령, 어사 등의 불망비 12점이 일렬로 자리하고 있다.
선정비 뒤편으로 1점은 한국전쟁 때 북한군에 학살된 반공혁명단원비(1963년)가 세워져 있다.
이들 선정비군은 조선 후기와 말기의 만경현 통치와 관련해 기족 보존적 가치가 크다는 점에서 향토문화유산으로 지정되었다.